# Sia (співачка)
Сіа Кейт Ізабель Ферлер (англ. Sia Kate Isobelle Furler; нар. 18 грудня 1975, Аделаїда, Австралія) — австралійська співачка, авторка пісень у стилі емоційний джаз і поп, композиторка, музикантка, музична продюсерка, кінорежисерка, акторка і феміністка. Перший її альбом вийшов ще 1997 року, але тільки «Some People Have Real Problems» 2008 року здобув успіх. 2010 року Сіа отримала шість номінацій на «ARIA Music Awards» і перемогла в номінаціях «Найкращий незалежний альбом», «Найкращий попальбом» та «Найкраще відео». А 2014 року отримала чотири номінації на Grammy: «Запис року», «Пісня року», «Найкраще попсоло виконання», «Музичне відео року» Chandelier.

## Життєпис

### 1975—1995: Раннє життя і початок кар'єри
Народилася 18 грудня 1975 року в місті Аделаїда, що на півдні Австралії.
Батько Філ Б. Колсон був музикантом у різних групах. Мати Лоен Ферлер була співачкою, авторкою пісень і музиканткою. Сіа є двоюрідною сестрою австралійського  християнського рок-музиканта Пітера Ферлера. 
Батьки були членами рокабілі колективу The Soda Jerx. Кар'єру розпочала як учасниця австралійської ейсід-джаз та інді формації «Crisp», яка видала два альбоми. Згодом Сіа видала свій власний сольний альбом OnlySee (1997). Втім, їй не вдавалося досягнути комерційного успіху, який прийшов лише після переїзду співачки до Британії.

### 2000—2007:Healing is DifficultіColour the Small One
2000 року підписала контракт зі компанією звукозапису Sony Music і видала на цьому мейджор-лейблі свій дебютний альбом «Healing Is Difficulten» який є зразком електронної суміші R&B та джазу. До альбому входять такі хіти андеграундних клубів як «Drink to Get Drunk» та «Little Man», а також сингл «Taken For Granted», та композиція, яка містить уривок із партитури балету Прокоф'єва «Ромео і Джульєта». У червні 2000 року цей сингл дістався 10-ї позиції британського чарту синглів UK Singles Chart.
Своїм успіхом Сіа частково завдячує реміксу композиції «Little Man», який дотепер залишається популярним у нічних клубах Великої Британії. Альбом «Healing is Difficult» отримав позитивні відгуки від критиків, після чого Ферлер почали називати новою Лорін Хілл та Неллі Фуртадо. Однак після певних конфліктів із студією звукозапису Сіа покинула співпрацю із Sony Music та підписала новий контракт із Go! Beat, підрозділом UMG.
2003 року вийшов мініальбом Do not Bring Me Down, який став альбомом Colour the Small One 2004 року. Звучання сполучило акустичні інструменти і оброблений вокал. Пісня «The Bully» була записана з відомим американським артистом Беком Гансеном. Альбом містить найпопулярнішу в кар'єрі Сіа композицію «Breathe Me», а також «Where I Belong», яка повинна була стати саундтреком до фільму «Людина-павук 2», для чого була відзнята навіть обкладинка для синглу, де Сіа одягнена в сукню кольору Спайдер-мена, але черговий конфлікт із лейблом не дозволив цього зробити. 2005 року Сіа записала зі знайомою австралійською співачкою Кеті Нунан (Katie Noonan) композицію «Sweet One», яка досі не вийшла. 2006 року в рамках триб'юту Radiohead Exit Music: Songs with Radio Heads Сіа переспівала «Paranoid Android».
2004 року Сіа знялася у фільмі «Джим із Піккаділлі». Вона виконувала роль співачки в нью-йоркському барі.
Усупереч слабкому просуванню альбому лейблом, «Breathe Me» спочатку використовували в серіалі «Клієнт завжди мертвий», потім при трансляції показу колекції Victoria's Secret, потім права на просування синглу (а з ним і альбому) в США були викуплені рекорд-компанією Astralwerks, що організувала для Сіа турне Сполученими Штатами Америки 2006 року. Композиція була використана для реклами мережі австралійських магазинів під час Пекінських Олімпійських ігор і в трейлері гри «Принц Персії».

### 2007—2009: Zero 7,Lady CroissantиSome People Have Real Problems
У цей час Сіа тісно співпрацює з електронним дуетом Zero 7. Її вокал з'являється у трьох альбомах в піснях «Destiny», «Distractions», «Somersault», «Speed Dial No. 2», «Throw it All Away», «You're My Flame», «Dreaming».
2007 року Сіа випускає в США концертний мініальбом Lady Croissant з єдиною студійною композицією «Pictures». Наступним в інтернет-магазині iTunes з'являється ексклюзивний мініальбом Day Too Soon, пісні з якого 2008 року виходять на вінілі під назвою Some People Have Real Problems. Сіа стали часто запрошувати на телебачення, в тому числі і на популярне шоу «Джиммі Кіммел наживо!», в заставці якого два роки використовувалася ремікс на її «Breathe Me». Кавер на композицію 1981 «I Go to Sleep» Рея Девіса для The Pretenders використовується в багатьох заставках американських телешоу, реклами. Для саундтрека фільму «Секс і Місто» Сіа записала кавер «How Deep Is Your Love» на Bee Gees, названий «The Bird and the Bee». З музикантом Lior Сіа записала композицію «I'll Forget You». Для «Flight of the Conchords» Сіа вокально виконала пісню «Carol Brown» і «You Do not Have to Be a Prostitute», зі шведським співаком Peter Jöback вона переспівала пісню Кріса Айзека «Wicked Game», а c Fatboy Slim співпрацювала для пісні «Never So Big». Під час одного виступу наживо Сіа виконала кавер на пісню Брітні Спірс «Gimme More».

### 2010—2013:We Are Bornі всесвітнє визнання

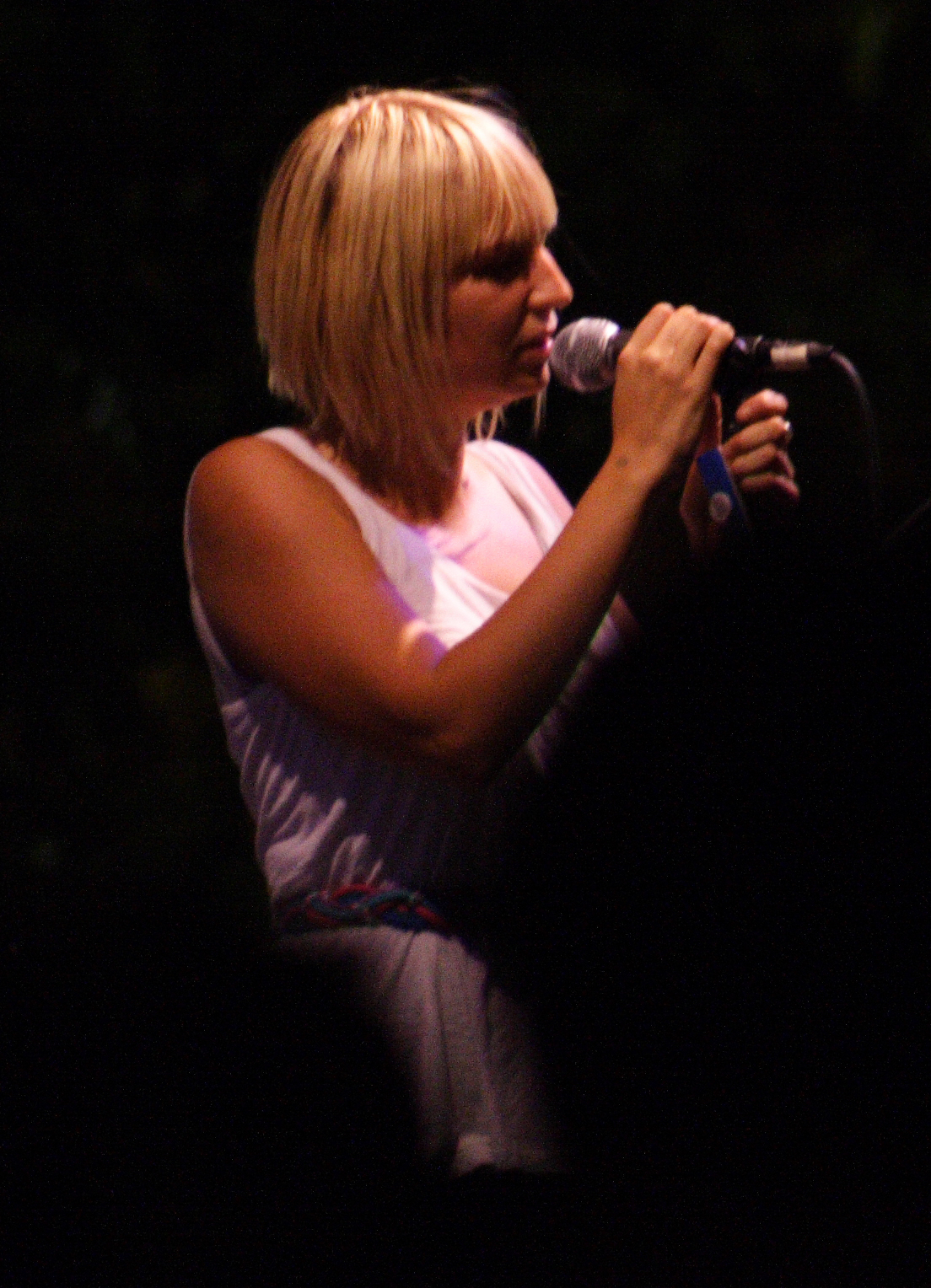
Сіа Ферлер на концерті в 2007 році

2010 року Сіа зі своїм басистом Семюелем Діксоном записала чотири пісні для альбому Крістіни Агілери Bionic: «I Am», «All I Need», «You Lost Me», «Stronger Than Ever». Сіа назвала ці пісні, що відрізняються мелодійним звучанням від усього електронного альбому, «красивими», а Крістіна вважає їх «серцем всієї платівки».
У червні 2010 року Сіа випустила обіцяний п'ятий альбом We Are Born. Композиція «You've Changed» стала найпродаванішим синглом Сіа, оскільки ввійшла до саундтреку серіалу «Щоденники вампіра».
Кавер на пісню гурту The Church «Under the Milky Way» використаний в рекламі автомобіля класу «люкс» Lincoln MKT, а в січні 2010 року відбувся реліз цієї пісні на iTunes.
Спеціально для екранізації третьої частини популярної серії романів «Сутінки» Сіа вигадала баладу «My Love», використану у сцені, де Едвард дарує Беллі кільце.
2011 року Сіа записала спільну пісню «Titanium» із французьким діджеєм Девідом Гетта, яка стала найуспішнішим синглом останнього за всю історію його музики. Сингл очолив чарти в п'яти країнах світу. Слідом за цією спільною роботою йде нова співпраця з американським репером Фло Райда над піснею «Wild Ones», що ввійшла до однойменного альбому репера. У семи країнах світу композиція «Wild Ones» очолила чарти. 2012 року Сіа повторно взялася за спільну роботу з Девідом Гетта. Пісня під назвою «She Wolf (Falling to Pieces)» увійшла до перевидання альбому Девіда Nothing but the Beat.
Найбільшим хітом, який написала Сіа для іншого попвиконавця, є пісня «Diamonds» у виконанні барбадоської співачки Ріанни, яка увійшла до її сьомого студійного альбому. Пісня очолила хіт-паради більш ніж в 20-ти країнах світу.

### 2013—2014:1000 Forms of Fear; 2015–2016: This Is Acting
25 квітня 2013 року відбувся реліз нової пісні Сіа «Kill and Run», записаної як саундтрек для нового фільму База Лурмана «Великий Гетсбі».
12 липня 2013 року в Твіттері Брітні Спірс заявила, що пише пісню в співавторстві із Сіа. У написанні також брав участь американський репер will.i.am. Пісня під назвою «Perfume» увійшла до восьмого студійного альбому Брітні Britney Jean, в який також входить пісня «Passenger», написана у співавторстві.
17 червня на австралійській щорічній церемонії APRA Awards Сіа перемогла в номінації «Автор пісень року», а також здобула нагороду за написану пісню «I Love It» хіп-хоп-групи Hilltop Hoods, яка також супроводжувалася її вокалом.
Сіа також співпрацювала з канадською співачкою Селін Діон. Реліз пісні під назвою «Loved Me Back to Life» відбувся 3 вересня. Пізніше пісня увійшла до однойменного одинадцятого англомовного альбому Діон. Також Сіа написала композицію «Double Rainbow» для третього студійного альбому американської співачки Кеті Перрі.
30 вересня відбувся реліз нової пісні Сіа «Elastic Heart» у співпраці з канадським виконавцем The Weeknd і діджеєм Diplo. Пісня представлена як саундтрек до нового фільму Френсіса Лоуренса «Голодні ігри: У вогні», реліз якого відбувся 21 листопада 2013 року. Також для цього фільму Сіа написала пісню «We Remain», виконавцем якої є американська співачка Крістіна Агілера.
Вокал Сіа був використаний у пісні «Beautiful Pain» американського репера Емінема. Композиція увійшла до восьмого студійного альбому музиканта The Marshall Mathers LP 2, що вийшов в листопаді 2013 року.
13 грудня відбувся реліз п'ятого студійного альбому американської співачки Бейонсе, до якого увійшла пісня «Pretty Hurts», написана Сіа.
11 березня 2014 року Сіа поділилася зі своїми шанувальниками зображенням з її знаменитою зачіскою, яка стала згодом її «візитівкою», і написом «3.17.14: Скоро!». 14 березня співачка опублікувала на своєму каналі YouTube 11-секундний трейлер до нового синглу «Chandelier». Пісня, яка вийшла 17 березня, стала першою на підтримку майбутнього шостого студійного альбому Сіа. 6 травня приблизно о пів на сьому на офіційному YouTube-каналі Сіа відбувся реліз офіційного музичного відео на пісню «Chandelier». Кліп став справжньою сенсацією. Після несподіваного успіху Сіа разом із Медді була запрошена на знамените американське шоу Еллен Дедженерес, на якому був відтворений весь кліп, у той час як Сіа співала наживо, відвернувшись до стіни. Вона також виконала цей хіт на шоу «Пізно вночі з Сетом Майерсом», лежачи на ліжку і втупившись у подушку, в той час як загальна увага була сконцентрована на американській актрисі Ліні Данем, якк танцювала.
18 квітня стала відома назва майбутнього шостого сольного альбому Сіа — 1000 Forms of Fear. Про це вона повідомила у великому інтерв'ю американській газеті The New York Times. Стали також відомі назви деяких пісень з альбому, такі як «Eye of the Needle», «Fire Meets Gasoline» і «Cellophane».
14 травня Сіа оголосила деталі майбутнього альбому, став відомим список композицій. До альбому увійшла пісня «Hostage», що виконується під час гастролей по Європі, а також сольна версія пісні «Elastic Heart».
2 червня відбувся реліз першого промосинглу «Eye of the Needle» з майбутнього альбому 1000 Forms of Fear.
25 червня відбувся реліз другого повноцінного синглу «Big Girls Cry» на підтримку майбутнього альбому 1000 Forms of Fear.
8 липня відбулася всесвітня прем'єра шостого студійного альбому Сіа 1000 Forms Of Fear. Альбом очолив більше 20-ти чартів світу, в тому числі і в Сполучених Штатах.
На престижній премії MTV Video Music Awards Сіа була представлена у двох номінаціях за найкращий кліп року («Chandelier») і найкраще відео з підтекстом («Battle Cry») американської реп-виконавиці Angel Haze за участю Сіа. А також номінація за найкращу хореографію кліпу «Chandelier».
25 серпня відбувся реліз спільної композиції Емінема і Сіа «Guts over fear». Трек є головним синглом на підтримку майбутнього збірника хітів Емінема «Shady XV», а також став головним саундтреком до гостросюжетного бойовика Антуана Фукуа «Великий Зрівнювач». Реліз збірки відбувся 24 листопада 2014 року.
Для 3 епізоду 18 сезону мультфільму «Південний парк» Сіа виконала коротку пісню-пародію про новозеландську співачку Лорд. За сюжетом Лорд — це 45-річний чоловік-геолог (Ренді Марш).
22 жовтня 2014 року відбулася прем'єра саундтрека Сіа до музичного комедійно-драматичного фільму Вілла Глака «Ені», знятому за сюжетом бродвейського мюзиклу 1977 року. А пісня у виконанні Сіа під назвою «You're never fully dressed without a smile» є кавером на саундтрек до того ж мюзиклу 77-го року. Того ж дня на YouTube-каналі цього фільму було опубліковано офіційне відео до композиції, у сюжеті якого п'ятеро дівчаток із фільму бігали вулицями Нью-Йорка і дарували усмішку людям довкола.

## Особисте життя
У 2014 році під час виступу на шоу Говарда Стерна Сію запитали, чи релігійна вона, вона відповіла: «Я вірю у вищі сили». Сіа є двоюрідною сестрою австралійського християнського рок-музиканта Пітера Ферлера. В 2014 році у інтерв'ю вона заявила, що вона феміністка.
У1997 році Сіа переїхала до Лондона, щоб відновити стосунки з бойфрендом Деном Понтіфексом. Кілька тижнів потому, під час зупинки в Таїланді, вона отримала звістку, що Понтіфекс загинув після автокатастрофи в Лондоні. Вона повернулася до  Австралії, але отримала дзвінок від одного з колишніх сусідів Понтифіка, який попросив її залишитися в Лондоні. Її альбом 2001 року «Healing Is Difficult» лірично розповідає про смерть Понтіфекса: «Я була дуже засмучена після смерті Дена. Я нічого не могла відчувати». 
У 2008 році Сіа розкрила свої стосунки з Джей Ді Самсоном; вони розлучилися в 2011 році.
Коли в 2009 році її запитали про її сексуальність, Сіа сказала: «Я завжди зустрічалася з хлопцями та дівчатами та будь-ким між ними. Мені байдуже, якої ви статі, це про людей». У 2013 році Сіа назвали квір у Twitter.
У серпні 2014 року Сіа одружилася з режисером-документалістом Еріком Андерсом Ленгом у своєму будинку в Палм-Спрінгс, штат Каліфорнія. Пара розлучилася в 2016 році.
У 2019 році Сіа усиновила двох хлопчиків, які виросли в прийомній сім’ї. У 2020 році Сіа оголосила, що стала бабусею, коли у одного із двох її 19-річних синів-близнюків народилася дитина. У 2023 році Сіа одружилася з Деном Бернадом у Портофіно, Італія.
У 2024 році 48-річна Сіа стала мамою сина. Світлини з малюком на руках опублікували в мережі її друзі. 

### Здоров'я
Сіа пережила депресію та залежність до знеболювальних та алкоголю. У 2010 році вона написала передсмертну записку, плануючи передозуватися; друг зателефонував їй і ненавмисно врятував їй життя. Після цього Сіа приєдналася до Анонімних Алкоголіків. У 2010 році Сіа скасувала різні рекламні заходи та шоу через стан здоров'я. Вона послалася на надзвичайну млявість і панічні атаки і розглядала можливість остаточно відмовитися від виступів і гастролей. Вона повідомила, що у неї діагностували хворобу Грейвса. Пізніше в тому ж році Сіа сказала, що її здоров'я покращилося після відпочинку та лікування щитоподібної залози.
У 2019 році Сіа повідомила, що в неї синдром Елерса-Данлоса. Вона також сказала, що у неї був діагностований складний посттравматичний стресовий розлад, який випливає з дитячих травм, включаючи сексуальне насильство у віці 9 років. У 2023 році вона розповіла, що у неї діагностували аутизм. Сіа сказала, що після негативної реакції, яку вона отримала щодо свого фільму «Музика», у неї стався рецидив, вона знову стала суїцидальною і повернулася до реабілітації.

## Активізм
Сія, будучи веганкою, знялася в рекламі зі своєю собакою Пантерою для організації PETA Australia, що закликає любителів тварин до стерилізації і кастрації своїх улюбленців. Вона закликає людей каструвати свійських тварин, щоб уникнути безконтрольного розмноження.
Sia висловила думку про суд Ембер Герд і Джоні Деппа, публічно заступившись за Деппа, звинуваченого у домашньому насильстві. Щобільше, заявила, що саме Депп був жертвою.
Попри це, в інтерв’ю 2014 року Сіа сказала, що вона феміністка. Одне з татуювань Сії на її руці є написом «Whatever Dude».

## Дискографія
- OnlySee[en] (1997)
- Healing Is Difficult[en] (2001)
- Colour the Small One[en] (2004)
- Some People Have Real Problems[en] (2008)
- We Are Born[en] (2010)
- 1000 Forms of Fear[en] (2014)
- This Is Acting[en] (2016)
- Everyday Is Christmas[en] (2017)
- Music – Songs from and Inspired by the Motion Picture[en] (2021)
- Reasonable Woman (2024)